# ISDN User Part
ISDN User Part nebo ISUP je protokol patřící do SS7, který se používá pro spojování telefonních hovorů ve veřejné telefonní síti (PSTN – Public Switched Telephone Network), včetně sítí mobilních. Je specifikován ITU-T doporučeními série Q.76x.
Pro vytvoření okruhu pro telefonní hovor mezi dvěma účastníky může být nutné, aby signál prošel několika ústřednami, které mohou být v různých zemích. Při použití ISUP předává jedna telefonní ústředna informace týkající se hovoru, jako je číslo volaného účastníka nebo číslo volajícího účastníka další telefonní ústředně pomocí ISUP zpráv.
Telefonní ústředny jsou obvykle propojeny pomocí E1 nebo T1 linek, které přenášejí hovory. Tyto linky jsou rozděleny na hovorové okruhy v multiplexních systémech realizované časovým slotem o rychlosti 64 kbit/s v každém směru (duplex), přičemž každý slot slouží k přenosu jednoho hovoru. Každý okruh (časovým slot) mezi dvěma ústřednami je jednoznačně identifikován pomocí CIC (anglicky Circuit Identification Code, CIC), který je obsažen v ISUP zprávách. Ústředny používají tuto informaci spolu s přijatou signalizační informací (především s číslem volaného – Called Party Number) pro určení, jaký příchozí CIC má být propojen s jakým odchozím CIC pro vytvoření hovorového okruhu od jednoho účastníka k druhému.
Kromě informací týkajících se spojení, lze ISUP používat pro výměnu stavových informací, které umožňují správu volných okruhů. Pokud není pro určitou zprávu k dispozici odchozí CIC na potřebnou ústřednu, je předchozím ústřednám v řetězu vrácena zpráva závěr (anglicky release), takže je možné vyzkoušet spojení jinou trasou.

## Varianty ISUP
ISUP má několik variant. Základní specifikace pochází od ITU-T. V Evropě vydala organizace ETSI svoji vlastní specifikaci ISUP, která se příliš neliší od ITU-T ISUP.
Standardy ITU-T a ETSI ISUP se používají pro mezinárodní spojení a jsou základem pro národní varianty ISUP. Většina zemí používá svoji vlastní variantu ISUP, která splňuje specifické národní požadavky. V USA a Kanadě se používá ANSI varianta ISUP.

### ITU-T verze
- 1984 – ISUP Red Book
- 1988 – ISUP Blue Book
- 1991 – ISUP Q.767[3]
- 1992 – ISUP'92 White Book (obsahuje segmentaci, kompatibilitu a nové doplňkové služby)
- 1997 – ISUP'97 (nové procedury, IN CS1, nové doplňkové služby)

Podle části 2.4.1 ISUP interworking ITU-T Q.761 je ISUP92 zpětně kompatibilní s ISUP Blue Book a Q.767 pro základní procedury pro vytváření spojení a pro doplňkové služby (supplementary services) s výjimkou některých procedur (např. přenositelnost čísel). Tato verze navíc zavádí vlastnosti pro zajištění kompatibility s budoucími verzemi.

## Typy zpráv
Každá ISUP zpráva obsahuje pevnou hlavičku obsahující circuit identification code a typ ISUP zprávy, následovaný částí s pevnou délkou a nepovinnou částí s proměnnou délkou, která závisí na typu zprávy. ISUP zprávy jsou obvykle přenášeny pomocí Message Transfer Part, i když je definován i jejich přenos pomocí Signalling Connection Control Part. Tyto zprávy se používají v různých fázích navazování a rušení spojení. Nejobvyklejší zprávy jsou:
- Initial Address Message (IAM) – zpráva, která informuje ústřednu, že má být vytvořeno spojení na CIC obsaženém ve zprávě. Zpráva obsahuje číslo volaného (called number), číslo volajícího (calling number), typ služby (hovor nebo data) a mnoho dalších volitelných parametrů.
- Subsequent Address Message (SAM) – pokud zpráva IAM neobsahovala kompletní číslo volaného, následuje jedna nebo více SAM zpráv, které obsahují další číslice.
- Address Complete Message (ACM) – zpráva, kterou vrací poslední ústředna, když byl propojen okruh a telefon volaného účastníka vyzvání.
- Answer Message (ANM) – je poslána, když volaný účastník hovor přijme (zvedne sluchátko). V tomto okamžiku se začíná hovor účtovat.
- Release (REL) – zpráva zaslaná, když jeden z účastníků ukončí hovor zavěšením sluchátka. Tuto zprávu posílá ústředna, když spojení nemůže být navázáno. Ústředna také posílá Cause Value, která určuje příčinu neúspěchu, např. "User busy".
- Release complete (RLC) – potvrzení závěru – hovorový okruh je touto zprávou uvolněn (převeden do stavu idle) a může být použit pro jiný hovor.

## Příklad toku zpráv
Toto je úplně základní tok zpráv se dvěma ústřednami, které si vyměňují ISUP zprávy. Účastnická rozhraní zde nejsou zahrnuta a jsou pouze vypsána pro lepší pochopení.
```
 účastník A     telef. ústředna A    telef. ústředna B   účastník B

Zvednutí sluchátka
      Volba čísla ---
>

                            -- IAM --
>

                                               -Vyzvánění -
>

                            
<
-- ACM—Zvednutí sluchátka
                            
<
-- ANM --
-------------------------    Rozhovor    -------------------------
Zavěšení sluchátka—REL --
>
                  Zavěšení sluchátka
                            
<
-- RLC—Detailní toky zpráv jsou popsané v 
ITU-T doporučení Q.784.1
.
```

## Kódy závěru
Kódy závěru (Release codes) se používají pro identifikaci a odladění různých událostí, ke kterým může dojít při signalizaci pomocí ISDN User Part. Každá událost při signalizaci v ISUP (včetně úspěšného navázání spojení) generuje kód závěru. Existuje množství aplikací, které používají kód závěru z ISUP signalizace. Telefonní operátoři trasují kódy závěru pro odhalení příčin selhání spojení.
Následuje seznam kódů závěru. Kódy, u kterých je uvedeno pouze číslo nemají definovaný význam, a mohou být použity pro proprietární účely.
1. Unallocated (unassigned) number
2. No route to specific transit network
3. No route to destination
4. Send special info tone
5. Misdialed trunk prefix
6. Channel unacceptable
7. Call awarded and being delivered in established channel
8. Preemption
9. Preemption - circuit reserved for reuse
10. 10
11. 11
12. 12
13. 13
14. 14
15. 15
16. Normal call clearing
17. User busy
18. No user responding
19. No answer from user (user alerted)
20. Subscriber absent
21. Call rejected
22. Number changed
23. Redirect to new destination (ANSI: unallocated destination number)
24. Exchange routing error (ANSI)
25. Exchange routing error (ANSI)
26. Non-selected user clearing
27. Destination out of order
28. Invalid number format
29. Facility rejected
30. Response to STATUS ENQUIRY
31. Normal, unspecified
32. 32
33. 33
34. No circuit/channel available
35. 35
36. 36
37. 37
38. Network out of order
39. Permanent frame mode connection out of service
40. Permanent frame mode connection operational
41. Temporary failure
42. Switching equipment congestion
43. Access information discarded
44. Requested channel/circuit not available
45. Preemption (ANSI)
46. Precedence call blocked
47. Resources unavailable, unspecified
48. 48
49. Quality of service unavailable
50. Requested facility not subscribed
51. Call type incompatible with service request (ANSI)
52. 52
53. Outgoing calls barred within CUG
54. Call blocked due to group restrictions (ANSI)
55. Incoming calls barred within CUG
56. 56
57. Bearer capability not authorized
58. Bearer capability not presently available
59. 59
60. 60
61. 61
62. Inconsistency in designed outgoing access information and subscriber class
63. Service or option not available, unspecified
64. 64
65. Bearer capability not implemented
66. Channel type not implemented
67. 67
68. 68
69. Requested facility not implemented
70. Only restricted digital bearer capability is available
71. 71
72. 72
73. 73
74. 74
75. 75
76. 76
77. 77
78. 78
79. Service or option not implemented, unspecified
80. 80
81. Invalid call reference value
82. Identified channel does not exist
83. A suspended call exists, but this call identity does not
84. Call identity in use
85. No call suspended
86. Call having the requested call identity has been cleared
87. User not member of CUG
88. Incompatible destination
89. 89
90. Non-existing CUG
91. Invalid transit network selection
92. 92
93. 93
94. 94
95. Invalid message, unspecified
96. Mandatory information element is missing
97. Message type non-existing or not implemented
98. Message incompatible with call state or message type non-existent or not implemented
99. Information element non-existent or not implemented
100. Invalid information element contents
101. Message not compatible with call state
102. Recovery on timer expiry
103. Parameter non-existent or not implemented - passed on
104. 104
105. 105
106. 106
107. 107
108. 108
109. 109
110. Message with unrecognized parameter discarded
111. Protocol error, unspecified
112. 112
113. 113
114. 114
115. 115
116. 116
117. 117
118. 118
119. 119
120. 120
121. 121
122. 122
123. 123
124. 124
125. 125
126. 126
127. Interworking, unspecified

## Formát zpráv
Pole Signalling Information Field (SIF) obsahuje ve všech ISUP Message Signal Unit (MSU) následující složky:
- Routing Label
- Circuit Identification Code
- Message Type
- Mandatory Fixed Part
- Mandatory Variable Part
- Optional Part

Routing Label obsahuje point kódy odesílajícího a cílového uzlu v síti; také obsahuje pole Signalling Link Selection, které slouží k výběru jedné z několika cest, kterými může MSU projít mezi příslušnými dvěma uzly.
Pole Circuit Identification Code určuje, který hlasový okruh mezi dvěma telefonními ústřednami se použije pro hovor signalizovaný ISUP zprávou. Některé verze ANSI ISUP používají 14bitové CIC místo standardního 12bitového.
Pole Message Type určuje typ ISUP zprávy. Přítomnost a formát zbývajících 3 komponent závisí na typu zprávy.
Část Mandatory fixed part obsahuje parametry, které jsou pro daný typ zprávy povinné a mají pevnou délku.
Část Mandatory variable part obsahuje parametry, které jsou pro daný typ zprávy povinné a mají proměnnou délku.
Část Optional part obsahuje nepovinné parametry.
Pokud ISUP využívá Signalling Connection Control Part, jsou ISUP zprávy předávány SCCP v NSDU (User Data parameter – uživatelský parametr síťové vrstvy), který obsahuje pouze poslední 4 pole uvedená výše (Message Type, Mandatory fixed part, Mandatory variable part, Optional part). Routing label a circuit identification code nejsou v uživatelských datech předávaných SCCP.